# Hamadryas
Hamadryas é um gênero de borboleta neotropical, de hábitos bastante peculiares no adulto, com a emissão de ruídos que parecem o frigir de bacon, quando alçam voo.
Compõem o gênero vinte espécies (e três subgêneros propostos), que se distribuem do México à América do Sul.

## Histórico
O naturalista inglês Charles Darwin deixou, após sua visita ao Brasil, o seguinte relato sobre a Hamadryas feronia:
Os hábitos do Papilio feronia muito me surpreenderam. Esta borboleta não é rara, e frequenta geralmente as laranjeiras. Conquanto voe sempre alto, amiúde pousa nos troncos das árvores. Nessas ocasiões a cabeça fica voltada para baixo, e as asas, ao invés de se colarem verticalmente, como comumente acontece, estendem-se abertas num plano horizontal. Esta foi a única borboleta que vi servir-se das pernas como meio de locomoção. Não estando prevenido dessa particularidade, o inseto, quando aproximei cautelosamente a pinça, e no momento preciso em que ia tomá-lo, desviou-se rapidamente para um lado e fugiu. O fato mais singular, no entanto, é a propriedade de que goza esta espécie: a de produzir um ruído de chocalho. Várias vezes, quando duas borboletas, talvez um macho e uma fêmea, voltejavam num trajeto irregular, uma atrás da outra, pude ouvir distintamente pequenos estalidos, ao passarem próximos de onde me achava. O ruído era contínuo, em pequenos intervalos, e podia ser ouvido a cerca de vinte metros de distância. Tenho certeza de que na observação não houve ilusão alguma.”
Esta capacidade de produzir o som de um estalo quando as borboletas batem as asas deu a elas o nome popular de 'estaladeiras' no Brasil. O mecanismo associado à produção do som por Hamadryas foi tema de um longo debate entre entomólogos de várias partes do mundo, o que incluiu também a investigação sobre sua capacidade auditiva. Ambos os fatos foram comprovados através de experimentos muito engenhosos.
Observações posteriores feitas com exemplares manipulados confirmaram observações visuais de que apenas os machos das espécies do grupo feronia são capazes de produzir som.

## Descrição

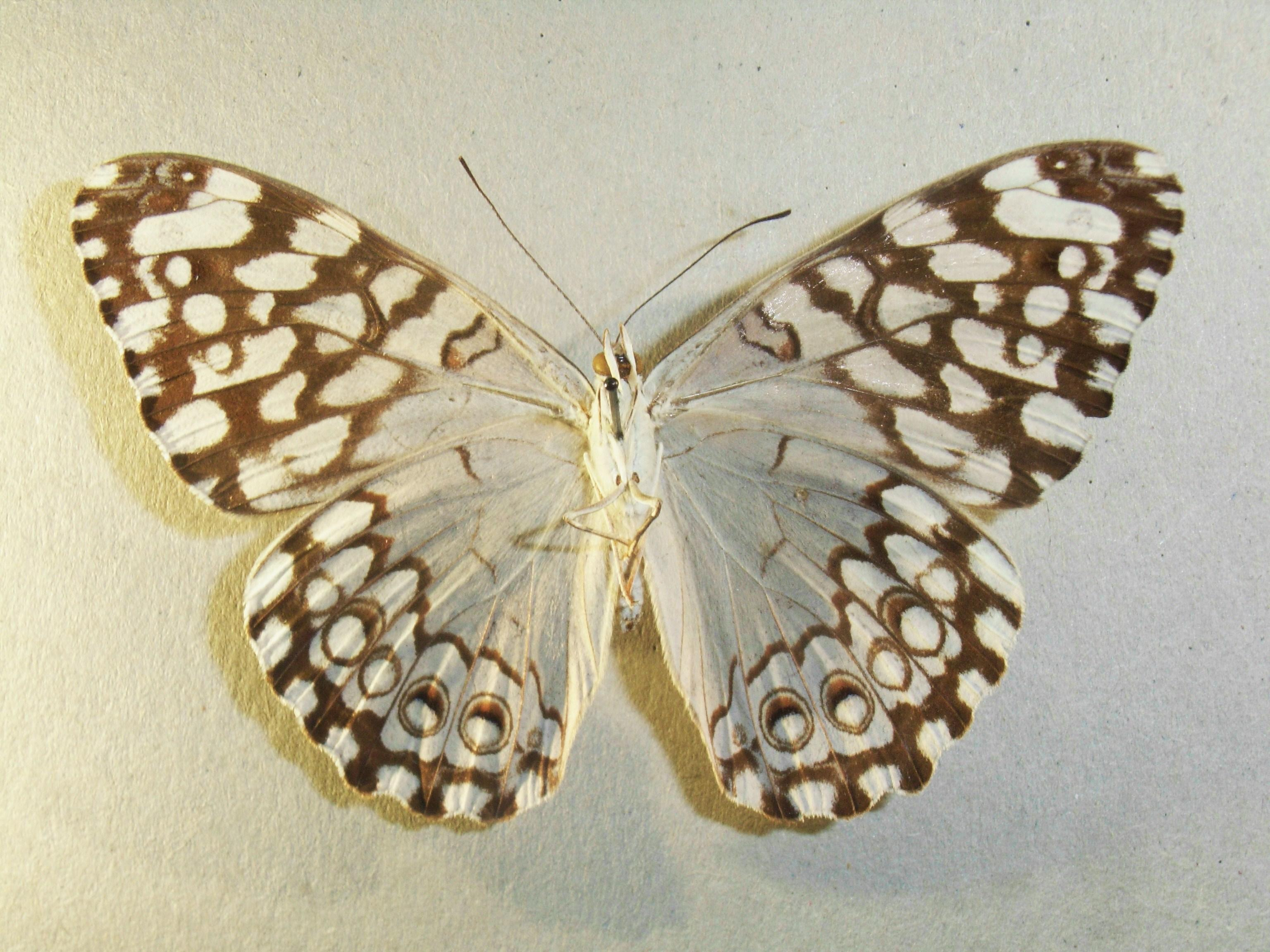
Exemplar de museu da Hamadryas februa

Essas borboletas são todas bastante crípticas em sua coloração dorsal, comumente cobertas por vários pontos coloridos, a maioria das quais se assemelham à casca de árvores; entretanto, algumas são reconhecidas por terem pouca coloração, como a Hamadryas februa.
As mais longevas tiveram um período adulto de 88 dias, registrados na H. februa e H. feronia, na Venezuela e 127 dias para uma H. chloe no Brasil.

## Habitat
Algumas Hamadryas são comuns em terrenos com a vegetação modificada (como pomares, clareiras e bordas de mata, tais como H. feronia, H. februa e H. amphinome), frequentemente ocorrendo em áreas urbanas.

### Distribuição
Das vinte espécies, oito ocorrem nas Américas do Sul e Central, quatro vivem na América Central e México e oito são exclusivas da América do Sul; destas seis são típicas da Amazônia e duas da Região Sudeste do Brasil.

## Comportamento
Essas borboletas apresentam comportamento aparentemente agressivo, podendo se aproximar estalando suas asas quando outras borboletas passam por perto. Também podem demonstrar este mesmo comportamento em relação a pessoas, aves ou mesmo folhas que caem. No entanto, tal comportamento deve estar mais relacionado ao reconhecimento entre machos e fêmeas e também à hierarquia de dominância sobre um recurso alimentar do que à defesa de um território reconhecível no espaço.

## Espécies
As espécies do gênero:
- Hamadryas albicornis (Staudinger, [1885])
- Hamadryas alicia (Bates, 1865)
- Hamadryas amphichloe (Boisduval, 1870)
- Hamadryas amphinome (Linnaeus, 1767)
- Hamadryas arete (Doubleday, 1847)
- Hamadryas arethusa (Cramer, 1775)
- Hamadryas arinome (Lucas, 1853)
- Hamadryas atlantis (Bates, 1864)
- Hamadryas belladonna (Bates, 1865)
- Hamadryas chloe (Stoll, [1787])
- Hamadryas epinome (Felder & Felder, 1867)
- Hamadryas februa (Hübner, [1823])
- Hamadryas feronia (Linnaeus, 1758)
- Hamadryas fornax (Hübner, [1823])
- Hamadryas glauconome (Bates, 1864)
- Hamadryas guatemalena (Bates, 1864)
- Hamadryas honorina (Fruhstorfer, 1916)
- Hamadryas iphthime (Bates, 1864)
- Hamadryas julitta (Fruhstorfer, 1914)
- Hamadryas laodamia (Cramer, [1777])
- Hamadryas rosandra (Fruhstorfer, 1916)
- Hamadryas velutina (Bates, 1865)

### Subdivisão proposta
Em 1983 Jenkins propôs a subdivisão do gênero em três subgêneros (ou grupos de espécies) consoante o padrão verificado nas ramificações das nervuras de suas asas, a saber:
- Grupo de espécies februa (subgênero Ageronia):
  - albicornis
  - amphichloe
  - atlantis
  - chloe
  - februa
  - glauconome
  - honorina
- Grupo de espécies feronia (sub-gênero Hamadryas):
  - amphinome
  - arinome
  - belladonna
  - epinome
  - feronia
  - fornax
  - guatemalena
  - iphthime
  - Também fariam parte deste grupo as espécies raras seguintes, que apresentam também caracteres do grupo februa (o que enfraquece a proposta):
    - alicia
    - rosandra
- grupo laodamia (subgênero Peridromia):
  - arete
  - laodamia
  - velutina

A filogenia deste grupo foi confirmada por análises molecular que concordou com parte da proposta de Jenkins (1983), porém, gerou novas associações dentro dos grupos. Desta forma, esta hipótese filogenética ainda carece de mais análises para ser estabelecida a real relação entre as espécies.